# 5070 Arai
5070 Arai este un asteroid din centura principală de asteroizi.

## Descriere
5070 Arai este un asteroid din centura principală de asteroizi. A fost descoperit pe 9 decembrie 1991 la Kushiro de Seiji Ueda și Hiroshi Kaneda. Asteroidul prezintă o orbită caracterizată de o semiaxă mare de 3,11 ua, o excentricitate de 0,07 și o înclinație de 6,0° în raport cu ecliptica.